# سيمونا دوبرا
سيمونا دوبرا (بالتشيكية: Simona Dobrá)‏ مواليد 24 يونيو 1987 في أولوموتس، تشيكوسلوفاكيا، هي لاعبة كرة مضرب تشيكية سابقة، اعتزلت اللعب في 2012. أعلى تصنيف لها في الفردي كان 514. أعلى تصنيف لها في الزوجي كان 241.

## النهائيات

### الفردي (2–2)
| الحصيلة | الرقم | التاريخ       | الدورة                   | الأرضية | المنافس             | النتيجة            |
| ------- | ----- | ------------- | ------------------------ | ------- | ------------------- | ------------------ |
| الوصافة | 1.    | 21 يوليو 2008 | هورب آم نيكار، ألمانيا   | ترابية  | آنا كورزينياك       | 6–2, 3–6, 1–6      |
| الفوز   | 1.    | 18 أغسطس 2008 | كينجيجين كوجلا، بولندا   | ترابية  | نيكولا فاجدوفا      | 6–7(4–7), 6–0, 7–5 |
| الفوز   | 2.    | 6 يونيو 2011  | نيرغهازا، المجر          | ترابية  | دانكا كوفينتش       | 6–4, 6–2           |
| الوصافة | 2.    | 4 يوليو 2011  | سراييفو، البوسنة والهرسك | ترابية  | مارتينا كوبيتشيكوفا | 6–3, 5–7, 0–6      |

## روابط خارجية
- سيمونا دوبرا على موقع رابطة محترفات التنس (الإنجليزية)
- سيمونا دوبرا على موقع الاتحاد الدولي لكرة المضرب (الإنجليزية)